# Guðni Ágústsson
Guðni Ágústsson (født 9. april 1949 på Brúnastaðir i Hraungerðishreppur) er en tidligere islandsk politiker, der var formand for Fremskridtspartiet fra 2007 indtil 17. november 2008, hvor han overraskende trak sig tilbage som partiformand og udtrådte af Altinget. Guðni afløstes som partiformand af Valgerður Sverrisdóttir, mens Eygló Harðardóttir overtog hans altingsmandat i Sydkredsen. Han blev efterfølgende direktør for Samtök afurðastöðva í mjólkuriðnaði (sammenslutningen af mælkeproducenter).

## Opvækst og ungdom
Guðni voksede op på gården Brúnastaðir i det daværende Hraungerðishreppur kommune (nu Flóahreppur) i det sydlige Island. Han kom fra en familie af fremskridtsfolk som søn af altingsmanden Ágúst Þorvaldsson og var formand for partiets ungdomsorganisation Félags ungra framsóknarmanna i Árnessýsla 1972-75. Han er uddannet mejerist og arbejde som mælkeinspektør ved mejeriet Mjólkurbúi Flóamanna 1976-1987.

## Altingsmand, minister og formand
Han var medlem af Altinget 1987–2008 for valgkredse på det sydlige Island, foruden at bestride en lang række udvalgsposter var han 1989-1990 og 1995-99 næstformand for Altinget. Fra 28. maj 1999 til 24. maj. 2007 var han landbrugsminister i skiftende regeringer. Efter Jón Sigurðssons pludselige afgang efter nederlaget ved altingsvalget i 2007 blev han valgt til partiets formand og varetog hvervet i 18 måneder.

## Tillidshverv
Han sad i bestyrelsen for Hollustuverndar ríkisins 1982-86 og i bankrådet for Búnaðarbanka Íslands 1990-98, hvor han var formand 1990-93. Siden 1995 har han desuden været medlem af Þingvellir-udvalget.